# Peter Luczak

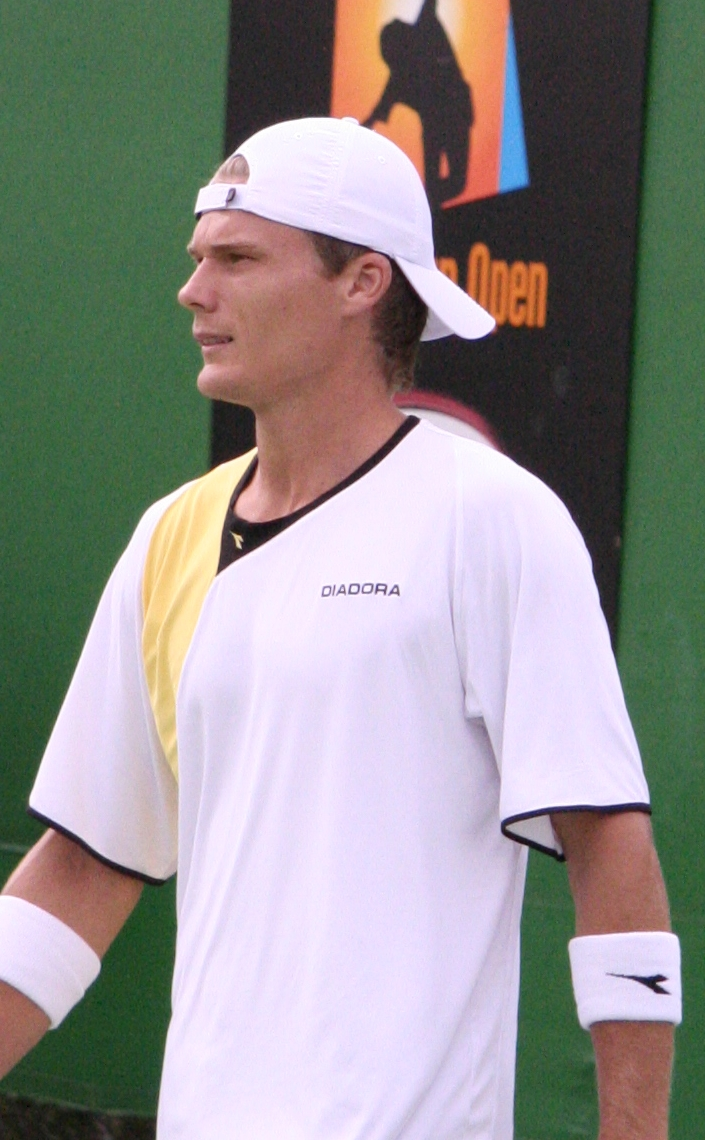
Peter Luczak

Peter Luczak, född 31 augusti 1979 i Warszawa, Polen, är en australisk högerhänt tennisspelare som blev professionell spelare på ATP-touren år 2000.

## Tenniskarriären
Som student på Fresno State University innehar Luczak rekord i antal NCAA-mästerskapstitlar. Som proffsspelare är han måttligt framgångsrik. Han har hittills (november 2006) inte vunnit någon titel på ATP-touren. Som bäst har han nått tredje omgången i en Grand Slam-turnering (Australiska öppna 2004 och 2006). I den turneringen besegrade han 24-seedade Olivier Rochus. Sin hittills bästa placering på ATP-rankingen, nummer 69, noterade han 2008. 
Luczak deltog i det australiska Davis Cup-laget i juli 2005, då laget förlorade kvartsfinalen mot Argentina (1-4 i matcher). Han förlorade då mot Guillermo Coria. I februari 2006 deltog han förstarondsmötet mot Schweiz, ett möte som Australien vann med 3-2. Luczak vann över Michael Lammer (1-6 6-3 6-0 6-3).

## Spelaren och personen
Luczak är gift med svenskan Anna Catarina Ericsdotter Queckfeldt, född 1978. Tillsammans har paret sonen Sebastian Oliver Luczak. Familjen bor i Helsingborg, Sverige, största delen av året, men reser till Australien under den svenska vintern.